# Led Zeppelin North American Tour 1977
Led Zeppelin North American Tour 1977 foi a décima primeira turnê da banda de britânica rock Led Zeppelin, na América do Norte. A turnê foi dividida em 3 partes, com performances com início em 1° de abril e conclusão em 24 de julho de 1977. Foi originalmente destinada a terminar em 13 de agosto, mas foi interrompida após a morte do filho de Robert Plant, Karac.

## Visão geral
Peter Grant, o gerente do Led Zeppelin, organizou esta série de concertos como um esforço que seria usado para reafirmar o Led Zeppelin como a banda dominante da década. Cinquenta e um shows foram programados ao longo de um período de três partes, por 1,3 milhões de espectadores. Foi a maior turnê da história do Led Zeppelin, e os bilhetes vendidos a uma taxa de 72.000 por dia.
A turnê estava programada para começar em 27 de fevereiro em Fort Worth, no Texas, entretanto foi adiada em um mês. O atraso reduziu a quantidade de tempo que a banda tinha disponível para ensaiar, já que todos os seus equipamentos já haviam sido levados para a América. Como explicou o guitarrista Jimmy Page:
Nós não tínhamos quaisquer instrumentos durante um mês. Todos os equipamentos foram enviados para lá cinco dias antes de nós. Eu não tocava uma guitarra por um mês. Estava apavorado com a possibilidade de poucos shows no início.
A turnê norte-americana do Led Zeppelin em 1977 foi um enorme sucesso financeiro, com a banda esgotando grandes arenas e estádios. Em 30 de abril eles tocaram para 76.229 pessoas no Pontiac Silverdome, um novo recorde mundial de maior comparecimento para uma única apresentação, batendo o recorde que o The Who tinha feito em 6 de dezembro de 1975 pela noite de abertura, e arrecadou US$ 792,361.50 (também quebrando o recorde). Longas passagens foram gastas em Nova Iorque e Los Angeles, onde a banda fez seis shows esgotados cada no Madison Square Garden e no Los Angeles Forum. Só em Nova Iorque, a banda gastou nenhum dinheiro em publicidade para os shows, dependendo unicamente da demanda das ruas para vender os ingressos, e pedidos de bilhetes suficientes foram recebidos para vender para mais duas noites.
Dave Lewis, um especialista sobre a banda, considera que esta turnê,
com o seu itinerário escalonado e estádios com locais lotados, tornou-se o modelo pelos quais nomes como Bruce Springsteen e U2 iriam basear suas turnês milionárias durante os anos oitenta e noventa. Naquela época, porém, Grant e Zeppelin estavam fazendo suas próprias regras como eles estavam bem. A imensa escala de quão grande a experiência Led Zeppelin tinha se tornado foi encapsulada nesses 44 shows de 1977.

## Canções
1. "The Song Remains the Same" (Page, Plant)
2. "The Rover" (intro)/"Sick Again" (Page, Plant)
3. "Nobody's Fault but Mine (Page, Plant)
4. "In My Time of Dying" (Page, Plant, Bonham, Jones) ou "Over the Hills and Far Away" (Page, Plant)*
5. "Since I've Been Loving You" (Page, Plant, Jones)/ "Tea for One" (solo)
6. "No Quarter" (Page, Plant, Jones)
7. "Ten Years Gone" (Page, Plant)
8. "The Battle of Evermore" (Page, Plant) (com John Paul Jones no vocal, a cantora Sandy Denny em partes da versão de estúdio.)
9. "Going to California" (Page, Plant)
10. "Dancing Days" (Page, Plant) (somente em 26 de maio e 27 de junho)
11. "Black Country Woman" (Page, Plant) / "Bron-Yr-Aur Stomp" (Page, Plant, Jones)
12. "White Summer"/"Black Mountain Side" (Page)
13. "Kashmir" (Bonham, Page, Plant)
14. "Out on the Tiles" (intro)/"Moby Dick" (Page, Jones, Bonham)
15. Solo de guitarra (Page) / "Star Spangled Banner"
16. "Achilles Last Stand" (Page, Plant)
17. "Stairway to Heaven" (Page, Plant)

## Shows e datas
| Data                 | Cidade                        | País           | Local                                      |
| -------------------- | ----------------------------- | -------------- | ------------------------------------------ |
| América do Norte     |                               |                |                                            |
| 1 de abril de 1977   | Dallas, Texas                 | Estados Unidos | Dallas Memorial Auditorium                 |
| 3 de abril de 1977   | Oklahoma City, Oklahoma       | Estados Unidos | The Myriad                                 |
| 6 de abril de 1977   | Chicago, Illinois             | Estados Unidos | Chicago Stadium                            |
| 7 de abril de 1977   | Chicago, Illinois             | Estados Unidos | Chicago Stadium                            |
| 9 de abril de 1977   | Chicago, Illinois             | Estados Unidos | Chicago Stadium                            |
| 10 de abril de 1977  | Chicago, Illinois             | Estados Unidos | Chicago Stadium                            |
| 12 de abril de 1977  | Bloomington, Minnesota        | Estados Unidos | Metropolitan Center                        |
| 13 de abril de 1977  | Bloomington, Minnesota        | Estados Unidos | Metropolitan Center                        |
| 15 de abril de 1977  | St. Louis, Missouri           | Estados Unidos | St. Louis Arena                            |
| 17 de abril de 1977  | Indianapolis, Indiana         | Estados Unidos | Market Square Arena                        |
| 19 de abril de 1977  | Cincinnati, Ohio              | Estados Unidos | Riverfront Coliseum                        |
| 20 de abril de 1977  | Cincinnati, Ohio              | Estados Unidos | Riverfront Coliseum                        |
| 23 de abril de 1977  | Atlanta, Geórgia              | Estados Unidos | The Omni                                   |
| 25 de abril de 1977  | Louisville, Kentucky          | Estados Unidos | Freedom Hall                               |
| 27 de abril de 1977  | Richfield, Ohio               | Estados Unidos | Richfield Coliseum                         |
| 28 de abril de 1977  | Richfield, Ohio               | Estados Unidos | Richfield Coliseum                         |
| 30 de abril de 1977  | Pontiac, Michigan             | Estados Unidos | Silverdome Comparecimento - 76,229         |
| 18 de abril de 1977  | Birmingham, Alabama           | Estados Unidos | Birmingham–Jefferson Convention Complex    |
| 19 de maio de 1977   | Baton Rouge, Louisiana        | Estados Unidos | LSU Assembly Center                        |
| 21 de maio de 1977   | Houston, Texas                | Estados Unidos | The Summit                                 |
| 22 de maio de 1977   | Fort Worth, Texas             | Estados Unidos | Tarrant County Convention Center           |
| 25 de maio de 1977   | Landover, Maryland            | Estados Unidos | Capital Centre                             |
| 26 de maio de 1977   | Landover, Maryland            | Estados Unidos | Capital Centre                             |
| 28 de maio de 1977   | Landover, Maryland            | Estados Unidos | Capital Centre                             |
| 30 de maio de 1977   | Landover, Maryland            | Estados Unidos | Capital Centre                             |
| 31 de maio de 1977   | Greensboro, Carolina do Norte | Estados Unidos | Greensboro Coliseum                        |
| 3 de junho de 1977   | Tampa, Flórida                | Estados Unidos | Tampa Stadium                              |
| 7 de junho de 1977   | Nova Iorque                   | Estados Unidos | Madison Square Garden                      |
| 8 de junho de 1977   | Nova Iorque                   | Estados Unidos | Madison Square Garden                      |
| 10 de junho de 1977  | Nova Iorque                   | Estados Unidos | Madison Square Garden                      |
| 11 de junho de 1977  | Nova Iorque                   | Estados Unidos | Madison Square Garden                      |
| 13 de junho de 1977  | Nova Iorque                   | Estados Unidos | Madison Square Garden                      |
| 14 de junho de 1977  | Nova Iorque                   | Estados Unidos | Madison Square Garden                      |
| 19 de junho de 1977  | San Diego, Califórnia         | Estados Unidos | San Diego Sports Arena                     |
| 21 de junho de 1977  | Inglewood, Califórnia         | Estados Unidos | The Forum                                  |
| 22 de junho de 1977  | Inglewood, Califórnia         | Estados Unidos | The Forum                                  |
| 23 de junho de 1977  | Inglewood, Califórnia         | Estados Unidos | The Forum                                  |
| 25 de junho de 1977  | Inglewood, Califórnia         | Estados Unidos | The Forum                                  |
| 26 de junho de 1977  | Inglewood, Califórnia         | Estados Unidos | The Forum                                  |
| 27 de junho de 1977  | Inglewood, Califórnia         | Estados Unidos | The Forum                                  |
| 17 de julho de 1977  | Seattle, Washington           | Estados Unidos | Kingdome                                   |
| 20 de julho de 1977  | Tempe, Arizona                | Estados Unidos | Arizona State University Activities Center |
| 23 de julho de 1977  | Oakland, Califórnia           | Estados Unidos | Oakland-Alameda County Coliseum            |
| 24 de julho de 1977  | Oakland, Califórnia           | Estados Unidos | Oakland-Alameda County Coliseum            |
| 30 de agosto de 1977 | Nova Orleans, Louisiana       | Estados Unidos | Louisiana Superdome Canceled               |
| 2 de agosto de 1977  | Chicago, Illinois             | Estados Unidos | Chicago Stadium Canceled                   |
| 3 de agosto de 1977  | Chicago, Illinois             | Estados Unidos | Chicago Stadium Canceled                   |
| 6 de agosto de 1977  | Orchard Park, New York        | Estados Unidos | Rich Stadium Canceled                      |
| 9 de agosto de 1977  | Pittsburgh, Pennsylvania      | Estados Unidos | Civic Arena Canceled                       |
| 10 de agosto de 1977 | Pittsburgh, Pennsylvania      | Estados Unidos | Civic Arena Canceled                       |
| 13 de agosto de 1977 | Filadélfia, Pensilvânia       | Estados Unidos | John F. Kennedy Stadium Canceled           |